# Piriqueta
Piriqueta  es un género de plantas con flores perteneciente a la familia Turneraceae. Comprende 76 especie.

## Especies seleccionadas
- Piriqueta abairana
- Piriqueta alba
- Piriqueta antsingyae
- Piriqueta araguaiana